# Аутсайдери (фільм, 2008)
«Аутсайдери» — кінофільм режисера Фреда Дерста, що вийшов на екрани 2008 року.

## Зміст
Реальна історія одинадцятирічної Жасмін Пламмер — першої дівчини, яка взяла участь у турнірі з американського футболу серед дітей та підлітків.

## Ролі
| Актор            | Роль              |
| ---------------- | ----------------- |
| Ice Cube         | Кертіс            |
| Кеке Палмер      | Жасмін Пламмер    |
| Таша Сміт        | Клер              |
| Джилл Марі Джонс | Ронні             |
| Деш Майок        | Сайрус            |
| Метт Кревен      | тренер Фішер      |
| Гленн Пламмер    | Вінстон           |
| Гаррет Морріс    | преподобний Пратт |
| Майлз Чандлер    | Деймон            |
| Малкольм Гудвін  | Рой               |

## Знімальна група
- Режисер — Фред Дерст
- Сценарист — Нік Сантора
- Продюсер — Метт Альварес, Ice Cube, Нік Сантора
- Композитор — Тедді Кастелуччи